# Kattemanden
Kattemanden er en dansk kortfilm fra 2002 skrevet og instrueret af Mads Feldballe.

## Handling
En særlig mand, med et ganske særligt problem. En film med mus, musik og magi.